# Allée de l'Espérance
L'allée de l'Espérance est une voie située dans le 16e arrondissement de Paris, en France.

## Situation et accès
Elle se trouve dans le bois de Boulogne.